# SHL24
AQUOS PHONE SERIE mini SHL24（アクオス フォン セリエ ミニ エスエイチエル ニーヨン）は、シャープによって日本国内向けに開発された、auブランドを展開するKDDIおよび沖縄セルラー電話の第3.5世代移動通信システム（CDMA 1X WIN）、および第3.9世代移動通信システム（au 4G LTE）対応スマートフォンである。

## 概要
SHL23の兄弟機種で、auの2014年春モデルの中では一番小型の端末となっている。
ただしSHL23と異なり、防塵・フルセグには非対応。
また、au向けの「AQUOS PHONE」ブランド名義で発売された端末としては最後に開発・発売された端末となっている。

## 沿革
- 2014年1月22日 - KDDI、およびシャープより公式発表。
- 2014年2月22日 - 北海道を除く全地区にて先行発売。
- 2014年2月23日 - 北海道にて発売。

## プリインストールアプリケーション
3LM Security、うたパス、おサイフケータイ、おはなしアシスタント、ゲームギフト、コンテンツマネージャー、auサービストップ、スクリーンショットシェア、スマートフォン自動診断、パーソナルコレクトボード、ブックパス、ボイスレコーダー、メモ帳、リモートサポート、辞書、取扱説明書、赤外線送受信、読み取りカメラ、AOSS、au Cloud、au ID 設定、au Market、au Wi-Fi 接続ツール、auウィジェット、au お客様サポート、auかんたん設定、auショッピングモール、auスマートパス、auテレビ.Gガイド、auバックアップアプリ、au災害対策、AV家電リンク、au Eメール、Facebook、Friend Note、GLOBAL PASSPORT、GREEマーケット、LINE、LISMO、NFCタグリーダー、NFCメニュー、OfficeSuite、au SMS

## その他機能
※PC向けWebブラウザが標準装備されている。携帯向けサイト(EZWeb)は他のスマートフォンやPCと同じく閲覧不可。
- 「エコ技」機能

| 主な機能・対応サービス                                                  | 主な機能・対応サービス                           | 主な機能・対応サービス              | 主な機能・対応サービス         |
| ----------------------------------------------------------------------- | ------------------------------------------------ | ----------------------------------- | ------------------------------ |
| auウィジェット Webブラウザ                                              | LISMO! for Android メディアプレイヤー LISMO WAVE | おサイフケータイ NFC                | ワンセグ フルセグ DLNA/DTCP-IP |
| au one メール PCメール Gmail EZwebメール                                | デコレーションメール デコレーションアニメ        | Friends Note                        | PCドキュメント                 |
| au Smart Sports Run & Walk Karada Manager ゴルフ(web版) Fitness、歩数計 | GPS 方位計                                       | au oneナビウォーク au one助手席ナビ | au one ニュースEX au one GREE  |
| かんたんメニュー じぶん銀行                                             | 緊急速報メール                                   | Bluetooth                           | 無線LAN機能 (Wi-Fi)            |
| 赤外線通信                                                              | WIN HIGH SPEED au 4G LTE                         | グローバルパスポート                | auフェムトセル                 |
| microSD microSDHC                                                       | モーションセンサー(6軸)                          | 防水 防塵                           | 簡易留守録 着信拒否設定        |

- 安心セキュリティパックはフル対応
- ベールビュー (覗き見防止フィルター)